# Dormettingen
Dormettingen è un comune tedesco di 1 099 abitanti,, situato nel land del Baden-Württemberg.